# شمارش معکوس برای انقراض
شمارش معکوس برای انقراض (به انگلیسی: Countdown to Extinction) پنجمین آلبوم استودیویی گروه ترش متال آمریکایی مگادث است که در ۱۴ ژوئیه ۱۹۹۲ از طریق کپیتول رکوردز منتشر شد. این دومین آلبوم استودیویی گروه با ترکیب «کلاسیک» شامل دیو ماستین، مارتی فریدمن، دیوید الفسن و نیک منزا بود و همه اعضای گروه در ترانه‌سرایی مشارکت داشتند. آلبوم شامل برخی از شناخته‌شده‌ترین ترانه‌های مگادث مانند «سمفونی ویرانی»، «به‌شدت عصبی» و «پوست روی دندان‌هایم» است که در جدول‌های موسیقی موفقیت خوبی کسب کردند و تأثیر موسیقایی عمیقی بر جای گذاشتند. شمارش معکوس برای انقراض اولین آلبومی بود که تصویر نماد گروه، ویک رتلهد، روی جلد آن غایب بود.
شمارش معکوس برای انقراض نقدهای مثبتی از منتقدان موسیقی دریافت کرد که به اشعار سیاسی‌محور و صدای ساده‌تر آن نسبت به آلبوم قبلی گروه اشاره داشتند. این آلبوم در بیلبورد ۲۰۰ به رتبه دوم رسید که بالاترین جایگاه گروه تا آن زمان بود. در نهایت، آلبوم به گواهی دو پلاتین دست یافت و به پرفروش‌ترین آلبوم گروه از نظر تجاری تبدیل شد. این اثر برای بهترین اجرای متال در جوایز گرمی ۱۹۹۳ نامزد شد و تایتل ترک آلبوم جایزه جنسیس از انجمن انسانی ایالات متحده را برای افزایش آگاهی‌بخشی دربارهٔ حقوق حیوانات دریافت کرد.
در سال ۲۰۱۲، به مناسبت بیستمین سالگرد انتشار آلبوم، مگادث تور بیستمین سالگرد را در آمریکای جنوبی آغاز کرد و کل آلبوم را به‌طور کامل اجرا نمود. همچنین، نسخه ویژه بیستمین سالگرد آلبوم در نوامبر ۲۰۱۲ منتشر شد و آلبوم زنده‌ای با اجرای کامل آلبوم در سپتامبر ۲۰۱۳ عرضه گردید.

## تولید و سبک موسیقی
شمارش معکوس برای انقراض پنجمین آلبوم استودیویی مگادث و دومین آلبوم با ترکیب دیو ماستین، مارتی فریدمن، دیوید الفسن و نیک منزا است. ماستین در مصاحبه‌ای با مجله بیلورد در آن زمان اعتراف کرد که اعضای پیشین گروه، چاک بلر و جف یانگ، را به دلیل مقاومتشان در برابر درخواست او برای دریافت مشاوره بازپروری اخراج کرده بود. او افزود که مشارکت هر چهار عضو گروه در خلق محتوای آلبوم، برخلاف آثار قبلی که «تقریباً تماماً از ماستین» بودند، «دستاوردی بزرگ» بود. ماستین همچنین اعلام کرد که تهیه‌کننده مکس نرمن با ارائه «پیشنهادهای فراوان و ایده‌های هنری برجسته» تأثیر قابل‌توجهی بر آلبوم داشت. با این حال، نرمن بعدها ماستین را متهم کرد که سعی داشته برخی از اعتبارات (credit) او را به نام خود ثبت کند. فریدمن، گیتاریست گروه، گفته که برخلاف آلبوم راست این پیس، فرایند خلق این آلبوم «کاملاً متفاوت» بود و گروه ترانه‌ها را «میلیون‌ها بار» پیش از ضبط نسخه آزمایشی و ورود به استودیو تغییر داد.
موسیقی آلبوم در دو دوره مجزا نوشته شد. دوره اول پس از پایان تور برخورد تایتان‌ها و دوره دوم پس از یک وقفه یک‌ماهه در پاییز ۱۹۹۱ انجام شد. ضبط آلبوم در نیمه اول سال ۱۹۹۲، همزمان با شورش‌های رادنی کینگ، انجام شد. این رویدادها فرایند ضبط را تحت تأثیر منفی قرار دادند، زیرا گروه به دلیل مقررات منع آمدوشد مجبور بود هر شب ساعت شش استودیو را ترک کند. ماستین در این باره گفت: «هیچ چیز بدتر از این نیست که در لحظه خلاقیت مجبور به ترک کار شوی. مثل زنگ مدرسه بود.» آلبوم توسط ماستین و نرمن در استودیوی انترپرایز در بربنک، کالیفرنیا تولید شد و میکس آن توسط نرمن با کمک فرِد کِلی انجام گرفت.  ماستین دربارهٔ فرایند ضبط گفت که این آلبوم «یکی از آن آثاری بود که همه چیز در آن با تمام توان پیش می‌رفت و شما این را حس می‌کردید.» او همچنین افزود که ضبط آلبوم زمان زیادی نبرد، زیرا «در آن زمان ساخت آلبوم‌ها آسان‌تر بود و فشارها کمتر بودند.»

ما استراحت می‌کردیم، بیرون می‌رفتیم و با بسکتبال چند پرتاب می‌زدیم، برمی‌گشتیم و دیو گیتارش را برمی‌داشت و ریف «Sweating Bullets» خلق می‌شد.

— دیوید الفسن، دربارهٔ ساخت موسیقی
پس از موفقیت تجاری متالیکا در سال ۱۹۹۱ با آلبوم متالیکا که صدای ساده‌تری داشت، ماستین تصمیم گرفت مسیری مشابه را دنبال کند، هرچند موسیقی همچنان از نظر فنی به همان دقت آثار قبلی بود. منزا، درامر گروه، توضیح داد: «متالیکا قطعاً درها را برای دیگر گروه‌ها باز کرد و به وضوح ما گروه بعدی هستیم که از این در عبور می‌کنیم.» از نظر موسیقایی، شمارش معکوس برای انقراض نشان‌دهنده گنجاندن ملودی‌های بیشتر و تمپوهای میانه در صدای سنتی مگادث بود. الفسن خاطرنشان کرد که هدف گروه «خلق موسیقی‌ای بود که حس و حال بیشتری داشته باشد»، با تکیه بر سبک نوازندگی ملودیک فریدمن و با پیشنهادهای نرمن غنی‌تر شد. توماس هریسون، نویسنده، نوشت که با این آلبوم، موسیقی مگادث «بیش از آنکه پر سر و صدا باشد، هنرمندانه شد و گامی به سوی مقبولیت گسترده‌تر برداشت.»

## متن ترانه‌ها
مانند آلبوم راست این پیس، بسیاری از ترانه‌های این آلبوم دارای مضامین سیاسی و نظامی هستند. با این حال، ترانه آغازین «پوست روی دندان‌هایم» (Skin o' My Teeth) گمانه‌زنی‌هایی دربارهٔ خودکشی به همراه داشت، که این موضوع با مضمون کلی آلبوم متفاوت است. ترانه «سمفونی ویرانی» که تا حدی از فیلم کاندیدای منچوری الهام گرفته شده، داستان یک شهروند عادی را روایت می‌کند که به‌عنوان سرکردهٔ یک رژیم دست‌نشانده عمل می‌کند، در حالی که کشور توسط یک دولت پنهان اداره می‌شود. این ترانه به دلیل تأثیر اجتماعی و فلسفی عمیقش مورد توجه منتقدان قرار گرفت. ترانه «معماری تجاوز» (Architecture of Aggression) به ماهیت درگیری‌های جهانی می‌پردازد؛ ماستین گفته که این ترانه دربارهٔ رئیس‌جمهور سابق عراق، صدام حسین، است که آن زمان درگیر جنگ خلیج فارس بود. ترانه «سلب حق یک رؤیا» به نگرانی‌های اقتصادی و نابرابری اجتماعی می‌پردازد. به گفته منتقد موسیقی ادواردو ریوالدیویا، «شاید هیچ ترانه دیگری از مگادث در تاریخ به این اندازه مستقیم و هوشیارانه» با این مسائل برخورد نکرده باشد. این ترانه بخشی از سخنرانی معروف رئیس‌جمهور وقت آمریکا، جرج اچ. دابلیو. بوش، با عنوان «خوب گوش کن» را سمپل کرده و بیانیه‌ای دربارهٔ خطر مالیات برای «رؤیای آمریکایی» ارائه می‌دهد. مجله بیلبورد این ترانه را همراه با «سمفونی ویرانی» به دلیل «آگاهی اجتماعی» تحسین کرد و آن‌ها را «بیانیه‌های قدرتمند برای طرفداران هارد راک» توصیف کرد.
ترانه پنجم، «به‌شدت عصبی»، مبارزه ماستین با خودهای درونی‌اش را نشان می‌دهد که از طریق سبکی گفت‌وگومحور در آواز ارائه شده است. این ترانه در دومین جلسه ضبط نوشته شد و به‌عنوان سومین تک‌آهنگ آلبوم منتشر شد. مضمون ترانه به پارانویا می‌پردازد. الفسن گفته که اشعار این ترانه «از لحاظ روانی بی نقص» هستند و مانند «درون ذهن یک دیوانه آشوب‌زده» به نظر می‌رسند. تایتل ترک آلبوم (Countdown to Extinction) از نگرانی‌های زیست‌محیطی دربارهٔ آینده سیاره و انتقاد از شکار تفریحی و تأثیر منفی آن الهام گرفته شده است. نام این ترانه به وسیلهٔ منزا پیشنهاد شد که داستانی با عنوان «شمارش معکوس برای انقراض» را در مجله تایم خوانده بود. ترانه «سرعت بالا در خاک» (High Speed Dirt) به چتربازی می‌پردازد. «شرف در اسارت» (Captive Honour) ترانه‌ای دربارهٔ زندان و سوءاستفاده‌هایی مانند تجاوز به زندانیان جدید است، در حالی که «سایکوترون» (Psychotron) دربارهٔ یکی از شخصیت‌های مارول کامیکس به نام دثلاک نوشته شده است. ترانه پایانی آلبوم، «خاکستر در دهانت» (Ashes in Your Mouth)، به پیامدهای منفی جنگ تمرکز دارد. این ترانه، طولانی‌ترین قطعه آلبوم، با تمپوی سریع اجرا شده و دارای گیتار لید به شکل شردینگ است.

## بازخورد منتقدان
| بررسی انتقادی    | بررسی انتقادی |
| منبع             | رتبه‌بندی      |
| ---------------- | ------------- |
| About.com        | [ ۳ ]         |
| آل‌میوزیک         | [ ۳۰ ]        |
| شیکاگو تریبون    | [ ۳۱ ]        |
| کانسیکوئنس       | [ ۳۲ ]        |
| انترتینمنت ویکلی | A−            |
| پاپ‌مترز          | ۸/۱۰          |
| کیو              | [ ۳۵ ]        |
| ریکورد کالکتر    | [ ۳۶ ]        |
| رولینگ استون     | [ ۳۷ ]        |
| راک هارد         | ۹/۱۰          |
| Sputnikmusic     | [ ۳۹ ]        |

شمارش معکوس برای انقراض واکنش‌های عموماً مثبتی از منتقدان دریافت کرد. مجله اسپین نوشت که این آلبوم شاید بهترین آلبوم ترش متال باشد و از نظر طرفداران متعصب ممکن است بیش از حد ساده و قابل هضم باشد. استیو هیوی، منتقد آل‌میوزیک، اظهار داشت که «مگادث در شمارش معکوس برای انقراض به دنبال موفقیت در سبک ترش آرنا است و به آن دست می‌یابد». با این حال، هیوی به ساده‌سازی صدای مگادث در این آلبوم اشاره کرد که پاسخی به آلبوم از نظر تجاری موفق متالیکا بود که سال قبل منتشر شده بود. مایک استاگنو، منتقد اسپوتنیک‌موزیک، از صدای ماستین و تعدادی از ترانه‌های آلبوم تمجید کرد. او با وجود اینکه این اثر را «اولین گام مگادث به دنیای موسیقی جریان اصلی» نامید، خاطرنشان کرد که «گروه همچنان هویت خود را حفظ کرده است». مجله رفلکس صدا را «به‌طور چشمگیری تمیز، روان و تیز، پر از ریف‌های کشنده» توصیف کرد. آن‌ها نحوه ارائه آواز در این آلبوم را برجسته شمردند و گفتند: «ماستین هرگز از نظر کلامی و آوازی این‌قدر مطمئن به نظر نیامده است».